# Le Chat de ses dames
Pour plus de détails, voir Fiche technique et Distribution.
Le Chat de ses dames (The Hep Cat) est un court métrage d'animation de la série américaine Looney Tunes réalisé par Bob Clampett, produit par les Leon Schlesinger Productions et sorti en 1942.